# Richard King
Richard King (Tampa) é um sonoplasta estadunidense. Venceu o Oscar de melhor edição de som em três ocasiões: por Master and Commander: The Far Side of the World, The Dark Knight e Inception.